# Луїс де Рекесенс-і-Сун'їга
Луїс де Рекесенс-і-Сун'їга (ісп. Luis de Requesens y Zúñiga; 25 серпня 1528, Мулінс-да-Рей або Барселона— 5 березня 1576, Габсбурзькі Нідерланди) — середньовічний державний і військовий діяч, дипломат Іспанії, губернатор Нідерландів в 1573—1576 роках.

## Життєпис
Походив з кастильського шляхетського роду Сун'їга. Син Хуана де Сун'їга-і-Авелланеди, лицаря ордена Сантьяго, та Естефанії де Рекесенс, що мала родинні зв'язки з впливовим арагонським родом де Кардона. Народився в Барселоні 1528 року. Спочатку з огляду на впливовий статус матері носив прізвище Рекесенс. Був доволі хворобливим юнаком.
1535 року, коли його батька було призначено вихователем інфанта Філіппа, то Луїс став компаньйоном останнього, отримавши освіту при королівському дворів Мадриді. Водночас затоваришував з інфантом. 1537 року стає кавалером ордену Сантьяго.
1543 року супроводжував інфанта Філіппа, що тоді отримав титул принца Астурійського, на весілля до нареченої Марії Португальської. 1546 року після смерті батька отримав від короля посаду голови ордену Сантьяго в Кастилії. 1547 року супроводжував короля Карла I та принца Філіппа до Нідерландів (їх шлях пролягав через Францію). 1549 року після смерті матері повернувся до Барселони.
1552 року оженився на представниці роду де Гралла. Того ж року брав участь в облозі Мецу, що була невдалою для імператорського війська. По поверненню до Барселони очолив ескадру галер. Водночас успішно захистив свої спадкові права по матері й батькові на численні маєтності.
1561 року призначено послом до Попського престолу з зарплатою 8 тис. золотих дукатів та одноразовою виплатою 10 тис. дукатів. Втім через хворобу зміг прибути до Риму лише 1563 року. Поновив боротьбу за статус Іспанії перед Францією, оскільки померлий папа римський Павло IV надав французькому посланцеві першість при своєму дворі, а іспанського зробив другим за гідністю. Він навіть планував залишити Рим, але через хворобу папи римського Пія IV залишився. 1566 року сприяв обранню проіспанського Пія V.
1568 року повертається до Мадрида, де призначається помічником Хуана Австрійського на посаду генерал-капітана морів. Фактично керував галерним флотом, поліпшивши його якості. Внаслідок цього вдалося організувати захист іспанського узбережжя від нападів алжирських піратів.
1569 року знову стає посланцем у Римі. У 1570—1571 роках брав участь в придушенні Альпухарського повстання морисків. Слідом за цим стає генерал-лейтенантом іспанського флоту, розпочавши підготовку до війни проти Османської імперії. 1571 року був одним з провідних командувачем християнським флотом в битві при Лепанто. 1572 року призначено губернатором Мілану. 1573 року допоміг Хуану Австрійському захопити Туніс.
1573 року призначено губернатором Нідерландів. Він вирішив дипломатичними заходами приборкати повсталі провінції. Протягом невеликого часу ліквідував ненависну населенням репресивну «Раду з питань заворушень», скасував алькабалу, оголосив загальну амністію. Разом з тим проти затятих повсталих вирішив діяти зброєю. 1574 року в битві біля Мооку завдав останнім тяжкої поразки, в якій загинули брати Вільгельма Оранського — Генріх і Людвиг. Того ж року відправив війська проти Лейдена, але після того як голландці зламали дамби, тим самим викликаючи велику повінь, наказав зняти облогу.
У 1576 році Луїс де Рекесенс опинився у вкрай складній ситуації через нестачу коштів. Утримання більш ніж 80-тисячного війська в Нідерландах потребувало значних коштів. При цьому провінції були економічно виснажені, торгівлі завдано істотного удару через дії морських гезів. За цих обставин за посередництва імператора Максиміліана II губернатор Нідерландів розпочав перемовини з Вільгельмом Оранським в м. Бреда. Втім через небажання йти на компроміси з релігійних питань нічого не вдалося досягти. Слідом за цим іспанські війська зайняли практично усю Зеландію. Невдовзі іспанський король Філіпп II оголосив про банкрутство, внаслідок чого зарплатня війську в Нідерландах в 6 млн дукатів не була сплачена. В результаті почалися численні заколоти. В розпал цих подій Луїс де Рекесенс-і-Сун'їга помер 1576 року в Брюселлі.

## Родина
Дружина — Жероніма Естерліх, донька Франциско де Гралла, головного фінансового контролера Каталонії.
Діти:
- Менсія (1557 — після 1582), дружина Хуана Алонсо Піментел де Ерера, 5-го герцога Бенавенте